# Super Bowl XLVIII
Super Bowl XLVIII was een Americanfootballwedstrijd tussen de kampioen van de American Football Conference Denver Broncos en de National Football Conference-kampioen Seattle Seahawks die plaatsvond op 2 februari 2014. De winnaar mocht zich NFL-kampioen noemen. De zege ging met een score van 43–8 naar de Seattle Seahawks, het grootste puntenverschil in de Super Bowl sinds 1993 (XXVII). Slechts twee keer eerder was het puntenverschil groter. Dit werd de eerste Super Bowl-overwinning voor de Seahawks terwijl het het vijfde verlies betekende voor de Broncos, meer dan welk team ook. De wedstrijd vond plaats op 2 februari 2014 in het MetLife Stadium in East Rutherford (New Jersey). Het was voor het eerst dat de Superbowl plaatsvond in een zogenaamde koud-weer-stad.
Voor het eerst sinds Super Bowl XLIV (2010) en de tweede keer in 20 jaar waren het de hoogst geplaatste teams uit de twee conferences die zich voor de Super Bowl plaatsten. De Seahawks sloten het reguliere seizoen met 13 overwinningen uit 16 wedstrijden en maakten voor de tweede keer in 8 jaar hun opwachting in de Super Bowl. Voor de Broncos bestond het seizoen eveneens uit 13 overwinningen en 3 verloren wedstrijden. Bovendien waren het de sterkste offensieve (Broncos) en defensieve (Seahawks) teams uit het reguliere seizoen.
Seattle stond tijdens de rust op een 22–0 voorsprong en liep na rust uit naar 36–0 voordat Denver zijn eerste punten op het scorebord kreeg. Al na een paar seconden kregen de Seahawks hun eerste punten via een zogenaamde safety. De Broncos maakten een fout die als de snelste score ooit de geschiedenisboeken in ging. Quarterback Peyton Manning (Broncos) zag zijn worpen twee keer onderschept worden in de eerste helft. Malcolm Smith was verantwoordelijk voor een van deze onderscheppingen en scoorde een touchdown. Mede dankzij deze en andere cruciale acties werd hij uitgeroepen tot Super Bowl Most Valuable Player.
De uitzending van Super Bowl XLVIII op Fox was het meest bekeken televisieprogramma in de Amerikaanse geschiedenis met 111,5 miljoen kijkers. Tijdens de rust traden Bruno Mars en de Red Hot Chili Peppers op waar 115,3 miljoen Amerikanen op afstemden.

## Achtergrond

### Locatiekeuze
Drie stadions hadden zichzelf kandidaat gesteld als gastheer van Super Bowl XLVIII:
1. Metlife Stadium - East Rutherford, New Jersey[8]
2. Raymond James Stadium - Tampa, Florida[9]
3. Sun Life Stadium - Miami Gardens, Florida[10]

Tampa was vier keer eerder gastheer voor de Super Bowl (XVIII, XXV, XXXV, XLIII). Voor de Miami-regio zou het de elfde Super Bowl betekenen (II, III, V, X, XIII, XXIII, XXIX, XXXIII, XLI, and XLIV). Voor New Jersey zou het de eerste keer betekenen.
Door middel van een stemming onder alle team-eigenaren werd de gastheer gekozen. Miami viel in de tweede ronde af en vervolgens was er een vierde ronde nodig om uiteindelijk New Jersey over te laten blijven. Op 26 mei 2010 werd in Texas officieel bekendgemaakt dat Super Bowl XLVIII in New Jersey gespeeld zou gaan worden.
Super Bowl XLVIII was de eerste Super Bowl die in een 'koud-weer-stad' in de buitenlucht werd gespeeld. Voorgaande Super Bowls in dergelijke steden hadden altijd in indoorstadions plaatsgevonden. Tijdens de aftrap viel de temperatuur echter mee, met 9 °C was het slechts de op twee na koudste Super Bowl ooit. Dit terwijl de gemiddelde temperatuur in februari in New Jersey tussen de 4 en -7 graden Celsius ligt in deze tijd van het jaar.
Super Bowl XLVIII was de eerste wedstrijd voor het NFL-kampioenschap dat gehouden werd in de omgeving van New York sinds 30 december 1962, toen de Green Bay Packers de New York Giants met 16-7 versloegen in het originele Yankee Stadium.
De 44e Super Bowl zou in New York gehouden worden maar toen de bouw van het voorgestelde West Side Stadium opgeschort werd ging de eer naar het Sun Life Stadium in Miami Gardens, Florida.
Het MetLife Stadium was het eerste Super Bowl-stadion dat gelijktijdig de thuisbasis vormde voor twee NFL-teams: de New York Giants en de New York Jets. In theorie was dus een thuiswedstrijd voor beide Super Bowl-deelnemers mogelijk geweest.

### Winterweer
De keuze voor New Jersey leverde enige controverse op. Kans op zeer lage temperaturen en sneeuw bracht de wedstrijdplanning - en daarmee de grote commerciële belangen - in gevaar. Bovendien was men bang dat sneeuwval voor een matte wedstrijd zou zorgen uit angst voor blessures. Deze gevoelens werden versterkt toen in augustus 2013 de Farmers' Almanac een zware sneeuwstorm voorspelde aan de vooravond van de Super Bowl. Meerdere journalisten spraken zich uit tegen de keuze voor MetLife Stadium. De controverse werd groter toen bekend werd dat de NFL eiste dat het Sun Life Stadium van een dak moest voorzien om ooit nog kans op een Super Bowl te maken in verband met mogelijke regenval.
Uiteindelijk maakte de NFL bekend dat in geval van zware sneeuwval de wedstrijd verplaatst zou worden naar de zaterdag voorafgaand of naar de maandag of dinsdag erna.

### Bijnamen
Super Bowl XLVIII kreeg nadat de deelnemers bekend waren al snel de bijnamen 'Weed Bowl' en 'Marijuana Bowl'. Zowel in traditionele media als op sociale media werden deze bijnamen uitvoerig gebruikt. Beiden verwijzen naar de legalisering van marijuana in zowel Washington als Colorado in het najaar van 2012.

### Teams

#### Seattle Seahawks
De Seahawks sloten hun seizoen af met 13 overwinningen en 3 verliespartijen. Hiermee wonnen ze de NFC West-divisie en thuisvoordeel voor de gehele playoffs. Het team wist 417 punten the scoren tijdens het reguliere seizoen terwijl de defensie slecht 231 punten incasseerde.
Russell Wilson stond voor het tweede jaar als quarterback aan het hoofd van de aanval. Tijdens zijn eerste seizoen (2012) wist hij al een playoff-wedstrijd te winnen. In zijn tweede seizoen slaagden 63,1% van zijn passes met 3.357 gewonnen yards en 26 touchdowns als resultaat. Daar stonden slechts negen onderscheppingen tegenover en 539 gerende yards. Zijn quarterback-rating (passer rating) kwam uit op 101,2 waarmee hij zevende in de NFL werd en de eerste quarterback ooit die in zijn eerste twee seizoenen boven de 100 wist te scoren. De sterkste ontvanger voor Seattle waren Golden Tate (64 passes, 898 yards en 5 touchdowns), Doug Baldwin (50 passes, 775 yards en 5 touchdowns) en Zach Miller (33 passes, 387 yards, 5 touchdowns). Marshawn Lynch was de sterkste 'rusher' met 1.257 gelopen yards en 12 touchdowns. Hij bleek ook een sterke receiver want met 36 ontvangen passes was hij goed voor 316 yards. Kicker Steven Hauschka werd vierde in de NFL met 143 punten en tweede in velddoelpuntenpercentage (94,3%).
De Seahawks-defensie mocht zichzelf beste van de NFL noemen. Zowel in aantal toegestane yards (273,6 per wedstrijd), toegestane punten (231) en takeaways (39) stonden de Seahawks bovenaan. Ze waren het eerste team sinds 1985 (Chicago Bears) dat zich in alle drie de categorieën de beste mocht noemen. Voornaamste wapen was het 'Legion of Boom' dat bestond uit het zogenaamde secondary. Richard Sherman, Earl Thomas en Kam Chancellor waren sleutelfiguren in het lamleggen en overnemen van de aanval van de tegenstanders.

#### Denver Broncos
Voor het tweede jaar op rij eindigden Denver Broncos met 13 overwinningen en 3 verloren wedstrijden. Dit was genoeg om de AFC West-divisie te winnen en thuisvoordeel veilig te stellen voor de play-offs. De Broncos scoorden 606 punten tijdens het reguliere seizoen (een NFL-record) en wisten 7.313 yards te winnen, meer dan enig ander team. Tijdens de laatste negen wedstrijden wisten de Broncos in elk van hun openingsaanvallen te scoren. In slechts vijf van de achttien wedstrijden (inclusief play-offs) scoorden de Broncos minder dan 30 punten, met 20 punten als minimum.
Aan de hoofd van de aanval stond de quarterback-veteraan Peyton Manning. In zijn tweede jaar bij de Broncos beleefde hij een van de beste seizoenen ooit voor een quarterback in de NFL. Hij leidde de totale league in completions, attempts, veroverde yards en touchdown passes. Met 5.477 passing yards en 55 touchdown completions zette hij nieuwe NFL-records. Sleutelfiguren in het neerzetten van deze records waren onder andere receivers Demaryius Thomas (92 gevangen passes, 1.288 yards, 11 touchdowns), Eric Decker (97 passes, 1.288 yards, 11 touchdowns), Wes Welker (73 passes, 778 yards, 10 touchdowns) en Julius Thomas (65 passes, 788 yards, 12 touchdowns). Voor het eerst in de geschiedenis scoorden vier spelers van hetzelfde team 10 of meer touchdowns in een seizoen. Kicker Matt Prater werd tweede in de NFL met 150 punten en eerste in velddoelpuntenpercentage (96,2%). Zijn enige misser was van een aftstand van 52 yards en hij zette een nieuwe record voor langste veldgoal ooit met 64 yards, een record dat 44 jaar had gestaan.

### Playoffs
Zowel de Seattle Seahawks als de Denver Broncos sloten het reguliere seizoen af als hoogste plaatste team in hun respectievelijke conferenties en kregen een zogenaamde bye voor de eerste ronde van de play-offs.
De eerste play-offwedstrijd voor de Seahawks was de Divisional Round in de NFC tegen de New Orleans Saints. Hoewel Seattle in de eerste helft een voorsprong van 16 punten slaagde New Orleans erin de achterstand te halveren. Een uiterste poging in de slotseconden mocht niet meer baten.
De wedstrijd om het kampioenschap in de NFC ging vervolgens tussen de Seahawks en aartsrivaal San Francisco 49ers. De twee ontmoetingen tijdens het reguliere seizoen hadden in een overwinning voor zowel Seattle en San Francisco geresulteerd. Tijdens de rust keken de Seahawks tegen een achterstand van 10 punten aan in het eigen Centurylink stadion. In het vierde kwart bogen de Seahawks de achterstand echter om in een voorsprong. Met nog enkele seconden op de klok en een score van 23-17 onderschepte Richard Sherman een pass richting de endzone waarmee een mogelijke gelijkmaker voorkomen werd.
De Divisional Round in de AFC werd een wedstrijd in Denver tussen de Broncos en de San Diego Chargers. Hoewel de aanval zijn seizoensgemiddelden niet haalde werd alsnog een comfortabele 24-17 overwinning geboekt.
Het AFC-kampioenschap werd beslist tussen de Broncos en de New England Patriots. Het betekende de 15e keer dat quarterback-veteranen Tom Brady en Peyton Manning tegenover elkaar stonden. Een sterke wedstrijd van Manning zorgde voor een 26-16 overwinning en de eerste Super Bowl voor de Broncos sinds 1998.
|  | Wildcard Play-offs              | Wildcard Play-offs              |                                  |                            | Divisional Play-offs            | Divisional Play-offs            |                         |                         | NFC & AFC Championships | NFC & AFC Championships |  |  | Super Bowl XLVIII | Super Bowl XLVIII |
|  |                                 |                                 |                                  |                            |                                 |                                 |                         |                         |                         |                         |  |  |                   |                   |
|  | Paul Brown Stadium, 5 jan.      | Paul Brown Stadium, 5 jan.      |                                  |                            | Sports Authority Field, 12 jan. | Sports Authority Field, 12 jan. |                         |                         |                         |                         |  |  |                   |                   |
|  | Paul Brown Stadium, 5 jan.      | Paul Brown Stadium, 5 jan.      | Sports Authority Field, 19 jan.  |                            | Sports Authority Field, 12 jan. | Sports Authority Field, 12 jan. |                         |                         |                         |                         |  |  |                   |                   |
|  | Paul Brown Stadium, 5 jan.      | Paul Brown Stadium, 5 jan.      | Denver Broncos                   | 24                         |                                 |                                 |                         |                         |                         |                         |  |  |                   |                   |
|  | Cincinnati Bengals              | 10                              | Denver Broncos                   | 24                         |                                 |                                 |                         |                         |                         |                         |  |  |                   |                   |
|  | Cincinnati Bengals              | 10                              |                                  | San Diego Chargers         | 17                              |                                 |                         |                         |                         |                         |  |  |                   |                   |
|  | San Diego Chargers              | 27                              |                                  | San Diego Chargers         | 17                              | Denver Broncos                  | 26                      |                         |                         |                         |  |  |                   |                   |
|  | San Diego Chargers              | 27                              | Gillette Stadium, 11 jan.        |                            |                                 | Denver Broncos                  | 26                      |                         |                         |                         |  |  |                   |                   |
|  | Lucas Oil Stadium, 4 jan.       | Lucas Oil Stadium, 4 jan.       |                                  | New England Patriots       | 16                              |                                 | MetLife Stadium, 2 feb. | MetLife Stadium, 2 feb. |                         |                         |  |  |                   |                   |
|  | Lucas Oil Stadium, 4 jan.       | Lucas Oil Stadium, 4 jan.       | New England Patriots             | New England Patriots       | 16                              | 43                              | MetLife Stadium, 2 feb. | MetLife Stadium, 2 feb. |                         |                         |  |  |                   |                   |
|  | Indianapolis Colts              | 45                              | New England Patriots             |                            |                                 | 43                              | MetLife Stadium, 2 feb. | MetLife Stadium, 2 feb. |                         |                         |  |  |                   |                   |
|  | Indianapolis Colts              | 45                              |                                  | Indianapolis Colts         | 22                              |                                 | MetLife Stadium, 2 feb. | MetLife Stadium, 2 feb. |                         |                         |  |  |                   |                   |
|  | Kansas City Chiefs              | 44                              |                                  | Indianapolis Colts         | 22                              | Denver Broncos                  | 8                       |                         |                         |                         |  |  |                   |                   |
|  | Kansas City Chiefs              | 44                              | CenturyLink Field, 11 jan.       |                            |                                 | Denver Broncos                  | 8                       |                         |                         |                         |  |  |                   |                   |
|  | Lincoln Financial Field, 4 jan. | Lincoln Financial Field, 4 jan. | CenturyLink Field, 19 jan.       | CenturyLink Field, 19 jan. |                                 | Seattle Seahawks                | 43                      |                         |                         |                         |  |  |                   |                   |
|  | Lincoln Financial Field, 4 jan. | Lincoln Financial Field, 4 jan. | CenturyLink Field, 19 jan.       | CenturyLink Field, 19 jan. | Seattle Seahawks                | Seattle Seahawks                | 43                      | 23                      |                         |                         |  |  |                   |                   |
|  | Philadelphia Eagles             | 24                              | CenturyLink Field, 19 jan.       | CenturyLink Field, 19 jan. | Seattle Seahawks                |                                 |                         | 23                      |                         |                         |  |  |                   |                   |
|  | Philadelphia Eagles             | 24                              | CenturyLink Field, 19 jan.       | CenturyLink Field, 19 jan. |                                 | New Orleans Saints              | 15                      |                         |                         |                         |  |  |                   |                   |
|  | New Orleans Saints              | 26                              |                                  | Seattle Seahawks           | 23                              | New Orleans Saints              | 15                      |                         |                         |                         |  |  |                   |                   |
|  | New Orleans Saints              | 26                              | Bank of America Stadium, 12 jan. | Seattle Seahawks           | 23                              |                                 |                         |                         |                         |                         |  |  |                   |                   |
|  | Lambeau Field, 5 jan.           | Lambeau Field, 5 jan.           |                                  | San Francisco 49ers        | 17                              |                                 |                         |                         |                         |                         |  |  |                   |                   |
|  | Lambeau Field, 5 jan.           | Lambeau Field, 5 jan.           | Carolina Panthers                | San Francisco 49ers        | 17                              | 10                              |                         |                         |                         |                         |  |  |                   |                   |
|  | Green Bay Packers               | 20                              | Carolina Panthers                |                            |                                 | 10                              |                         |                         |                         |                         |  |  |                   |                   |
|  | Green Bay Packers               | 20                              |                                  | San Francisco 49ers        | 23                              |                                 |                         |                         |                         |                         |  |  |                   |                   |
|  | San Francisco 49ers             | 23                              |                                  | San Francisco 49ers        | 23                              |                                 |                         |                         |                         |                         |  |  |                   |                   |
|  | San Francisco 49ers             | 23                              |                                  |                            |                                 |                                 |                         |                         |                         |                         |  |  |                   |                   |

### Outfits
De Denver Broncos werden aangewezen als 'thuisteam' dankzij de jaarlijkse rotatie van dit recht tussen de AFC- en NFC-kampioen. Dit betekende dat de Broncos in hun thuistenue speelden (oranje shirts met witte broek) en de Seahawks hun uitshirt combineerde met hun thuisbroek (wit shirt met blauwe broek).

### Teamfaciliteiten
Het Hyatt Regency in Jersey City, New Jersey was de thuisbasis voor de Denver Broncos tijdens de Super Bowl. Na op 29 januari al 150 van de 351 kamers in gebruik te hebben genomen werd enkele dagen later het volledig hotel afgehuurd. Desondanks werden de persconferenties niet in het hotel maar op een nabijgelegen cruiseschip gegeven. De Seahawks kozen voor het Westin Hotel, ook in Jersey City. Hier werden sommige kamers tijdelijk aangepast om te dienen als massage- en training-locaties. De grootste boulevard in Jersey City, Columbus Drive werd tijdelijk hernoemd tot Super Bowl Drive.
Voor hun trainingen namen de Broncos hun intrek in de faciliteiten van de New York Jets terwijl de Seahawks gebruik maakten van Quest Diagnostics Training Center normaliter thuis voor de New York Giants.

## Uitzendrechten

### Televisie

#### Verenigde Staten
Super Bowl XLVIII werd door Fox uitgezonden met Joe Buck, Troy Aikman, Pam Oliver en Erin Andrews als presentatoren en commentatoren. De uitzending trok 111,5 miljoen kijken en werd het meest bekeken televisieprogramma in de Amerikaanse geschiedenis. Het voorgaande record (111,3 miljoen) stond op naam van Super Bowl XLVI in 2012.
Voor de derde keer werd de uitzending ook live via internet aangeboden. Via Fox Sports Go konden kijken de wedstrijd volgen op computers en tablets in zowel Engels als Spaans. Vanwege NFL-deals met Verizon en Microsoft kon Fox niet streamen naar smartphones.

#### Internationale uitzending
NFL Network verzorgde een internationale uitzending van de wedstrijd met alternatief Engelstalig commentaar door Bob Papa en Charles Davis.

#### Advertenties
Fox zette de prijs voor dertig seconden reclame op $ 4 miljoen, gelijk aan de prijs die CBS gebruikte tijdens Super Bowl XLVII. De reclameblokken gingen in mei 2013 in de verkoop en op 4 december was alles verkocht.
Onderzoek wees uit dat Budweisers 'Puppy Love'-reclame het meest gewaardeerd werd door de kijkers terwijl een Coca-Cola-reclame controverse opriep omdat deze volgens sommigen integratie ontmoedigde.
Zoals gebruikelijk waren er veel filmtrailers te zien in de Super Bowl-reclameblokken:
- Transformers: Age of Extinction
- Noah
- The Amazing Spider-Man 2
- Robocop
- The Monuments Men
- Pompeii
- Draft Day
- The Lego Movie
- Neighbors
- Captain America: The Winter Soldier
- Need for Speed
- Muppets Most Wanted

#### Internationale uitzendrechten
| Land                                        | Zender                                |
| ------------------------------------------- | ------------------------------------- |
| Arabische wereld                            | OSN Sports                            |
| Australië                                   | ONE, ESPN                             |
| Oostenrijk                                  | Puls 4                                |
| België                                      | Telenet                               |
| Brazilië                                    | ESPN Brasil, Esporte Interativo       |
| Bulgarije                                   | ESPN America, Fox International       |
| Tsjechië Hongarije Macau Roemenië Slowakije | Sport 1                               |
| Denemarken                                  | TV3+                                  |
| Finland                                     | Nelonen Pro 1                         |
| Frankrijk                                   | W9, BeIN Sport                        |
| Duitsland                                   | SAT.1                                 |
| Griekenland                                 | Fox Greece                            |
| Hongkong                                    | Now TV                                |
| IJsland                                     | Stöö 2 Sport                          |
| Italië                                      | Fox Sports 2 HD, Italia 1 HD          |
| Israël                                      | FOX Sports, Sport 5                   |
| Japan                                       | NHK BS-1                              |
| Latijns-Amerika                             | ESPN, FOX Sports                      |
| Mexico                                      | Televisa, FOX Sports, TV Azteca, ESPN |
| Nederland                                   | Fox Sports Nederland                  |
| Nieuw-Zeeland                               | Sky Television, Sommet Sports         |
| Noorwegen                                   | Viasat 4, Viasat Sport                |
| Filipijnen                                  | TV5, AksyonTV                         |
| Polen                                       | Polsat Sport                          |
| Portugal                                    | Sport TV                              |
| Rusland                                     | NTV+                                  |
| Servië                                      | Arena Sport                           |
| Spanje                                      | Canal+                                |
| Zweden                                      | TV10                                  |
| Zwitserland                                 | RTS Deux                              |
| Turkije                                     | FOX Sports                            |
| Verenigd Koninkrijk Ierland                 | Channel 4, Sky Sports                 |

### Radio
In de Verenigde Staten werd op zowel nationale als lokale radiostations verslag gedaan van de wedstrijd. Buiten de VS werden ook in Canada (TSN Radio) en het Verenigd Koninkrijk (Absolute Radio 90s) verslag gedaan via de radio.

## Entertainment

### Vooraf
Voorafgaand aan de wedstrijd werd er opgetreden door de showband van de Rutgers Scarlet Knights. Queen Latifah zong vervolgens America the Beautiful samen met het New Jersey Youth Chorus. Het volkslied werd gezongen door Renée Fleming. Het was de eerste keer dat een operazanger of -zangeres deze eer toekwam. Tijdens de laatste noten vlogen drie Black Hawk, Apache en Chinook helikopters over.
Als het uit-team betraden de Seahawks als eerste het veld onder begeleiding van Bittersweet Symphony van The Verve. De Broncos draaiden dubstepnummer The Phoenix van Fall Out Boy.

### Halftime Show
Op 8 september 2013 maakte de NFL bekend dat Bruno Mars zou optreden tijdens de rust van Super Bowl XLVIII. Begin januari 2014 werd vervolgens duidelijk dat de Red Hot Chili Peppers de ondersteunende act zouden zijn tijdens de show. De show van Bruno Mars bevatte een compilatie van zijn grootste hits:
- Billionaire
- Locked out of Heaven
- Runaway Baby
- Give It Away (Red Hot Chili Peppers)
- Just the Way You Are

Met 115,3 miljoen kijkers was het de best bekeken Halftime Show ooit, 1,3 miljoen meer dan Madonna twee jaar eerder. Achteraf werd bekend dat de muziek van de Red Hot Chili Peppers van tevoren was opgenomen. Drummer Chad Smith verklaarde dat het al jaren beleid is van de NFL om de muziek niet live te spelen.

## Wedstrijd

### Verslag
De aftrap vond plaats om 18:32 EST. Op de eerste play van Denver ontstond een miscommunicatie tussen Manny Ramirez en Peyton Manning waardoor de bal over de quarterback heen werd gegooid en in de endzone belandde. Running back Knowshon Moreno (Broncos) kon de bal oppakken om een touchdown voor Seattle te vermijden maar dankzij een safety kreeg Seattle 2 punten. Met 12 seconden was het de snelste score ooit in een Super Bowl. Dankzij een veldgoal door Steven Hauschka liepen de Seahawks vervolgens uit naar 5-0. In de volgende aanval van Seattle werd na een 37 yard pass van Wilson opnieuw gekozen voor een veldgoal en vergrootte Hauschka de voorsprong naar 8-0. Tijdens de volgende aanval van de Broncos wist Kam Chancellor een worp van Manning the onderscheppen en Seattle een first down te geven op 37 yards van de endzone. Marshawn Lynch wist uiteindelijk een touchdown te scoren en bracht de score naar 15-0 aan het begin van het tweede kwart.
Dit was het moment dat de roemruchte aanval van de Denver Broncos eindelijk iets van zich liet zien. Maar 35 yard van Seattle's endzone ging het opnieuw mis en Manning werd geraakt tijdens zijn gooi. De boog van de bal was anders dan bedoeld en Malmcolm Smith onderschepte de bal en bereikte de endzone voor een touchdown. Hoewel Denver nog een keer aanviel mocht het niet baten, tijdens de rust van de score 22-0. Denver had niet eerder in het seizoen op zo'n achterstand gestaan. Slechts twee keer eerder was er tijdens de rust van een Super Bowl zo'n achterstand, beide keren ook tegen de Broncos (XXII en XXIV).
De start van de tweede helft leek de wedstrijd meteen in het slot te gooien. De uittrap van de Broncos werd na een stuit opgepikt door Harvin die erin slaagde 87 yards te overbruggen en een touchdown te scoren voor Seattle. Net als in de eerste helft scoorden de Seahawks exact twaalf seconden na de start. Bij de volgende aanval van de Broncos wist de Seahawks-defensie opnieuw de bal te onderscheppen. Mede dankzij een straf voor de Broncos scoorden de Seahawks opnieuw een touchdown na goed spel van quarterback Russel Wilson: 36-0.
Met de volgende aanval slaagde Denver er eindelijk in op het scorebord te komen. Met zes passes van Manning en een goede loopactie van Thomas scoorden de Broncos een touchdown. Even later konden nog twee punten worden bijgeschreven en stond het 36-8. De Seahawks namen echter meteen weer de wind uit de zeilen van de Broncos want na een sterke aanval met afsluitende touchdown stond het 43-8. In de laatste 11 minuten werd er vervolgens niet meer gescoord waarna Seattle zich de winnaar mocht noemen.
Quarterback Wilson zag 18 van zijn 25 passes goed aankomen en was aangever voor twee touchdowns. Baldwin was de sterkste receiver met vijf gevangen ballen en 66 gewonnen yards. Chancellor had negen tackles en een onderschepping. Het was echter Malcolm Smith die tot Super Bowl Most Valuable Player werd uitgeroepen.

### Scheidsrechters
- Terry McAulay
- Carl Paganelli
- Jim Mello
- Tom Symonette
- Scott Steenson
- Dave Wyant
- Steve Freeman